# MTV Video Music Awards 2017

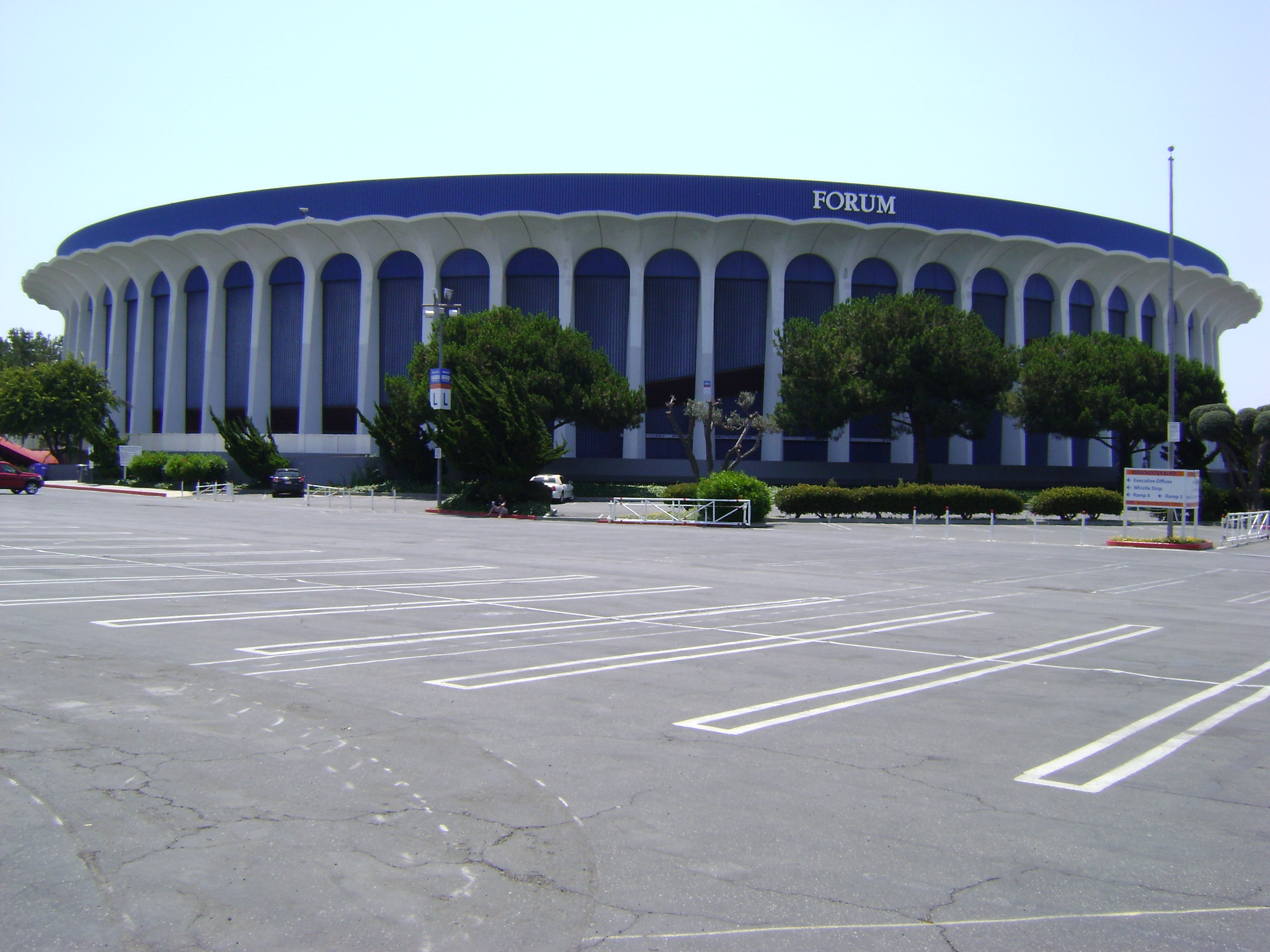
The Forum

Les MTV Video Music Awards 2017 ont eu lieu le 27 août 2017 au Forum d'Inglewood en Californie et ont été présentés par Katy Perry. Les artistes qui dominent les nominations cette année sont le rappeur américain Kendrick Lamar avec 8 nominations, suivi de la chanteuse Katy Perry ainsi que du chanteur canadien The Weeknd, tous deux nommés 5 fois.

## Interprétations scéniques
| Artiste(s)                          | Chanson(s) |           |
| Cérémonie                           | Cérémonie | Cérémonie |
| ----------------------------------- | --- | --------- |
| Kendrick Lamar                      | DNA. (en) HUMBLE. |           |
| Ed Sheeran Lil Uzi Vert             | Shape of You XO Tour Llif3 |           |
| Julia Michaels                      | Issues |           |
| Shawn Mendes                        | There's Nothing Holdin' Me Back (en) |           |
| Lorde                               | Homemade Dynamite |           |
| Fifth Harmony Gucci Mane            | Down |           |
| Miley Cyrus                         | Younger Now (en) |           |
| Demi Lovato                         | Sorry Not Sorry |           |
| P!nk                                | Medley Get the Party Started Raise Your Glass So What Fuckin' Perfect Just Give Me a Reason Don't Let Me Get Me (en) Blow Me (One Last Kiss) What About Us |           |
| Kyle                                | iSpy (en) |           |
| James Arthur                        | Say You Won't Let Go (en) |           |
| Alessia Cara                        | Scars to Your Beautiful |           |
| Logic Alessia Cara Khalid           | 1-800-273-8255 |           |
| Thirty Seconds to Mars Travis Scott | Walk on Water Butterfly Effect (en) |           |
| DNCE Rod Stewart                    | Da Ya Think I'm Sexy? |           |
| Katy Perry Nicki Minaj              | Swish Swish |           |

## Nominations

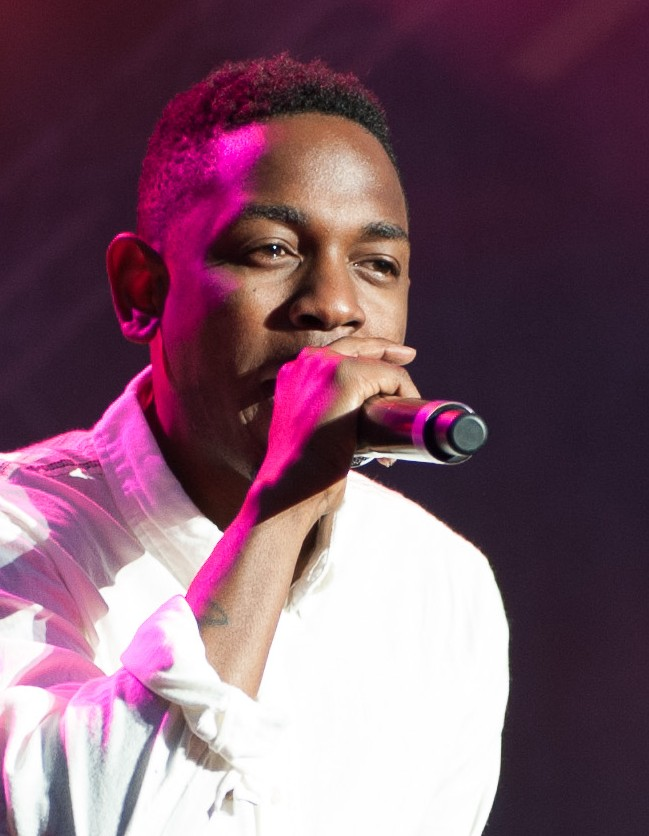
Le rappeur Kendrick Lamar a été le grand gagnant de la soirée avec 6 trophées remporté pour sa chanson HUMBLE., dont celui du clip vidéo de l'année.

### Catégories principales

#### Clip vidéo de l’année
Kendrick Lamar — HUMBLE.
- Bruno Mars — 24K Magic
- Alessia Cara — Scars to Your Beautiful
- DJ Khaled  (et  Rihanna et  Bryson Tiller) — Wild Thoughts
- The Weeknd  — Reminder
- Soumissions:
  -  Harry Styles - Sign of the Times
  -  Lady Gaga - Perfect Illusion

#### MTV Video Music Award du meilleur artiste de l'année
Ed Sheeran
- Bruno Mars
- Kendrick Lamar
- Ariana Grande
- The Weeknd
- Lorde
- Soumissions:
  -  Harry Styles
  -  Hailee Steinfeld
  -  Lady Gaga

#### Meilleur nouvel artiste
Khalid
- Kodak Black
- SZA
- Young M.A
- Julia Michaels
- Noah Cyrus
- Soumissions:
  -  Daya
  -  Jon Bellion
  -  Skip Marley (en)

#### Meilleure collaboration
Zayn et  Taylor Swift - I Don't Wanna Live Forever
- Charlie Puth (et  Selena Gomez) — We Don't Talk Anymore
- DJ Khaled (et  Rihanna et  Bryson Tiller) — Wild Thoughts
- D.R.A.M. (et  Lil Yachty) — Broccoli (en)
- The Chainsmokers (et  Halsey) — Closer
- Calvin Harris (et  Pharrell Williams,  Katy Perry et  Big Sean) — Feels
- Soumissions:
  -  Hailee Steinfeld et  Grey (en) feat. / Zedd - Starving (en)
  -  Jason Derulo feat.  Ty Dolla $ign,   Nicki Minaj - Swalla
  - / Zedd et  Alessia Cara - Stay

#### Meilleur clip vidéo pop
Fifth Harmony (et  Gucci Mane) — Down
- Shawn Mendes — Treat You Better
- Ed Sheeran — Shape of You
- Harry Styles — Sign of the Times
- Katy Perry (et  Skip Marley (en)) — Chained to the Rhythm
- Miley Cyrus — Malibu
- Soumissions:
  -  Charlie Puth (et  Selena Gomez) — We Don't Talk Anymore
  -  Lady Gaga - Million Reasons
  -  Lorde - Green Light
  -  Paramore - Hard Times
  -  Halsey — Now or Never (en)

#### Meilleur clip vidéo hip-hop
Kendrick Lamar — HUMBLE.
- Big Sean — Bounce Back (en)
- Chance the Rapper — Same Drugs
- D.R.A.M. (et  Lil Yachty) — Broccoli (en)
- Migos (et  Lil Uzi Vert) — Bad and Boujee
- DJ Khaled (et  Justin Bieber,  Quavo,  Chance the Rapper et  Lil Wayne) — I'm the One
- Soumissions:
  -  Kanye West — Fade
  -  Nicki Minaj feat.  Drake et  Lil Wayne - No Frauds
  -  Rae Sremmurd feat.  Gucci Mane - Black Beatles

#### Meilleur clip vidéo dance
/  Zedd (et  Alessia Cara) — Stay
- Kygo (et  Selena Gomez) — It Ain't Me
- Calvin Harris — My Way
- Major Lazer (et  Justin Bieber et  MØ) — Cold Water
- Afrojack (et  Ty Dolla $ign) — Gone (en)
- Soumissions:
  -  Flume feat.  Tove Lo - Say It (en)
  -  Major Lazer feat.  PartyNextDoor et  Nicki Minaj - Run Up (en)
  -  Skrillex et  Rick Ross - Purple Lamborghini (en)

#### Meilleur clip vidéo rock
Twenty One Pilots — Heavydirtysoul
- Coldplay — A Head Full of Dreams (en)
- Fall Out Boy — Young and Menace (en)
- Green Day  — Bang Bang (en)
- Foo Fighters — Run
- Soumissions:
  -  DNCE - Body Moves (en)
  -  Bleachers - Don't Take the Money (en)
  -  Imagine Dragons - Believer
  -  Kings of Leon - Waste a Moment (en)
  -  Panic! at the Disco - Death of a Bachelor (en)
  -  Paramore - Hard Times

#### Meilleur clip vidéo engagé
Logic (et  Damian Lemar Hudson) — Black Spiderman (en)
- The Hamilton Mixtape (en) — Immigrants (We Get the Job Done)
- Big Sean — Light
- Alessia Cara  — Scars to Your Beautiful
- Taboo (et  Shailene Woodley)  — Stand Up/Stand N Rock #NoDAPL
- John Legend — Surefire

#### Chanson de l'Été
Lil Uzi Vert - XO Tour Llif3
- Luis Fonsi et  Daddy Yankee (et  Justin Bieber) — Despacito
- Fifth Harmony (et  Gucci Mane) — Down
- Camila Cabello (et  Quavo) — OMG (en)
- Ed Sheeran — Shape of You
- Demi Lovato — Sorry Not Sorry
- Shawn Mendes — There's Nothing Holdin' Me Back (en)
- DJ Khaled (et  Rihanna et  Bryson Tiller) — Wild Thoughts

#### PrixVanguard/Michael Jacksonde l’artiste ayant eu un impact important sur la culture musicale

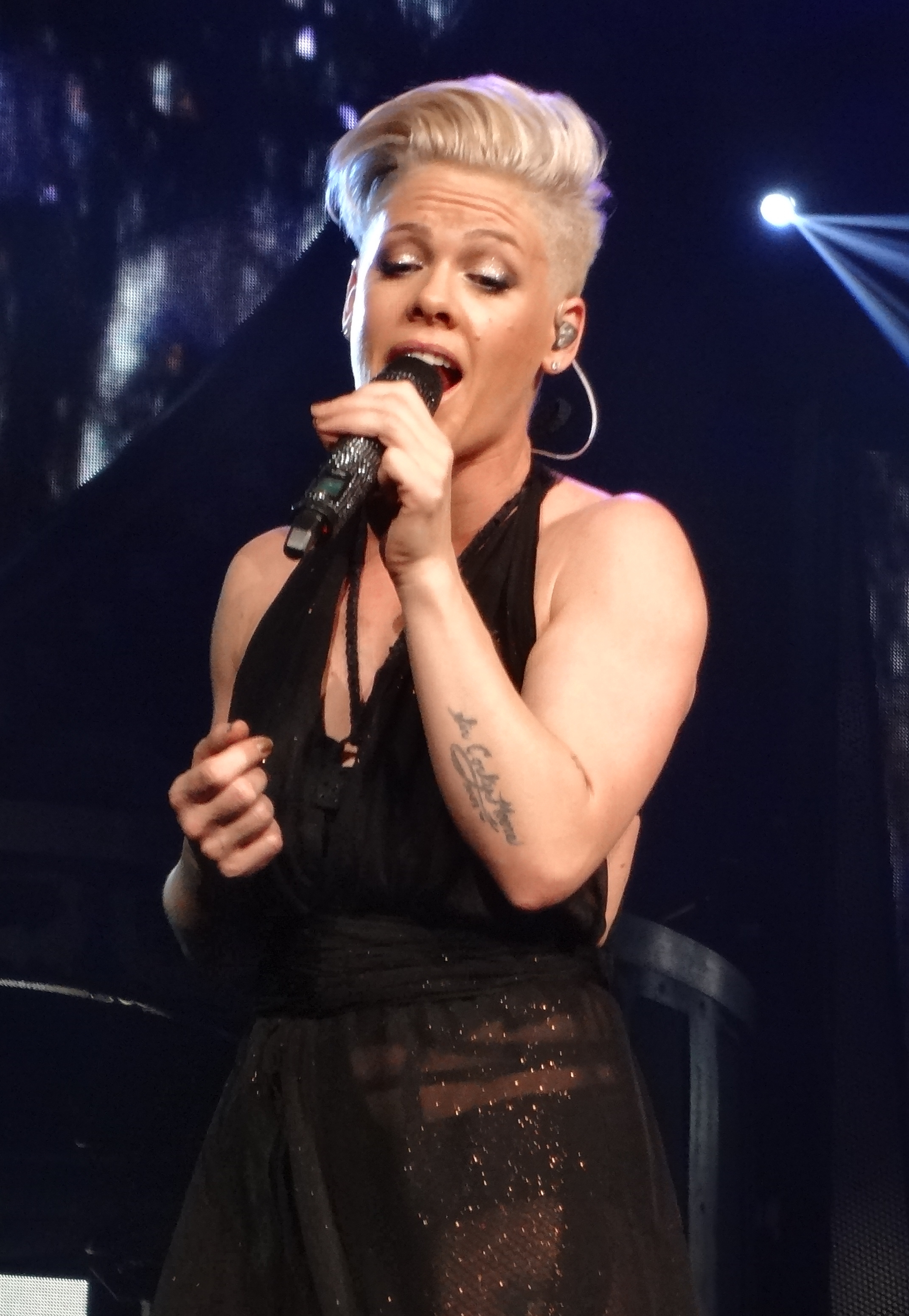
La chanteuse P!nk a été choisie cette année pour recevoir le prix Vanguard, remis par l'animatrice et humoriste Ellen DeGeneres.

- P!nk

### Catégories professionnelles

#### Meilleure photographie
Kendrick Lamar — HUMBLE. (Directeur de la photographie : Scott Cunningham)
- Imagine Dragons — Thunder (Directeur de la photographie : Matthew Wise)
- Ed Sheeran — Castle on the Hill (Directeurs de la photographie : Steve Annis)
- DJ Shadow (et  Run the Jewels) — Nobody Speak (en) (Directeur de la photographie : David Poctor)
- Halsey — Now or Never (en) (Directeur de la photographie : Kristof Brandl)

#### Meilleure réalisation
Kendrick Lamar — HUMBLE. (Réalisateurs : Dave Meyers et The Little Homies)
- Katy Perry (et  Skip Marley (en)) — Chained to the Rhythm (Réalisateur : Matthew Cullen)
- Bruno Mars — 24K Magic (Réalisateurs : Cameron Duddy et Bruno Mars)
- Alessia Cara — Scars to Your Beautiful (Réalisateur : Aaron A)
- The Weeknd — Reminder (Réalisateurs : Glenn Michael)

#### Meilleure direction artistique
Kendrick Lamar — HUMBLE. (Directeur artistique : Spencer Graves)
- Bruno Mars — 24K Magic (Directeur artistique : Alex Delgado)
- Katy Perry (et  Migos) — Bon Appétit (Directrice artistique : Natalie Groce)
- DJ Khaled (et  Rihanna et  Bryson Tiller)— Wild Thoughts (Directeur artistique : Damian Fyffe)
- The Weeknd — Reminder (Directeurs artistique : Lamar C. Taylor et Christo Anesti)

#### Meilleurs effets visuels
Kendrick Lamar — HUMBLE. (Compagnie : Timber/Directeur : Jonah Hall)
- A Tribe Called Quest — Dis Generation (Compagnie : Bemo/Directeur : Brandon Hirzel)
- Kyle (et  Lil Yachty) — iSpy (en) (Compagnie : Gloria FX/Directeurs : Mac Colt et Tomash Kuzmytskyi)
- Katy Perry (et  Skip Marley (en)) — Chained to the Rhythm (Compagnie : MIRADA)
- Harry Styles — Sign of the Times (Compagnie : ONE MORE/Directeur : Cédric Nivoliez)

#### Meilleure chorégraphie
Kanye West — Fade (Chorégraphes : Teyana Taylor, Guapo, Jae Blaze et Derek 'Bentley' Watkins)
- Ariana Grande (et  Nicki Minaj) — Side to Side (Chorégraphes : Brian et Scott Nicholson)
- Kendrick Lamar — HUMBLE. (Chorégraphe : Dave Meyers)
- Sia — The Greatest (Chorégraphe : Ryan Heffington)
- Fifth Harmony (et  Gucci Mane) — Down (Chorégraphe : Sean Bankhead)

#### Meilleur montage
Young Thug — Wyclef Jean (Monteur : Ryan Staake et Eric Degliomini)
- Future — Mask Off (en) (Monteur : Vinnie Hobbs of VHPost)
- Lorde — Green Light (Monteur : Nate Gross of Exile Edit)
- The Chainsmokers (et  Halsey) — Closer (Monteur : Jennifer Kennedy)
- The Weeknd — Reminder (Monteur : Red Barbaza)